# Helvii

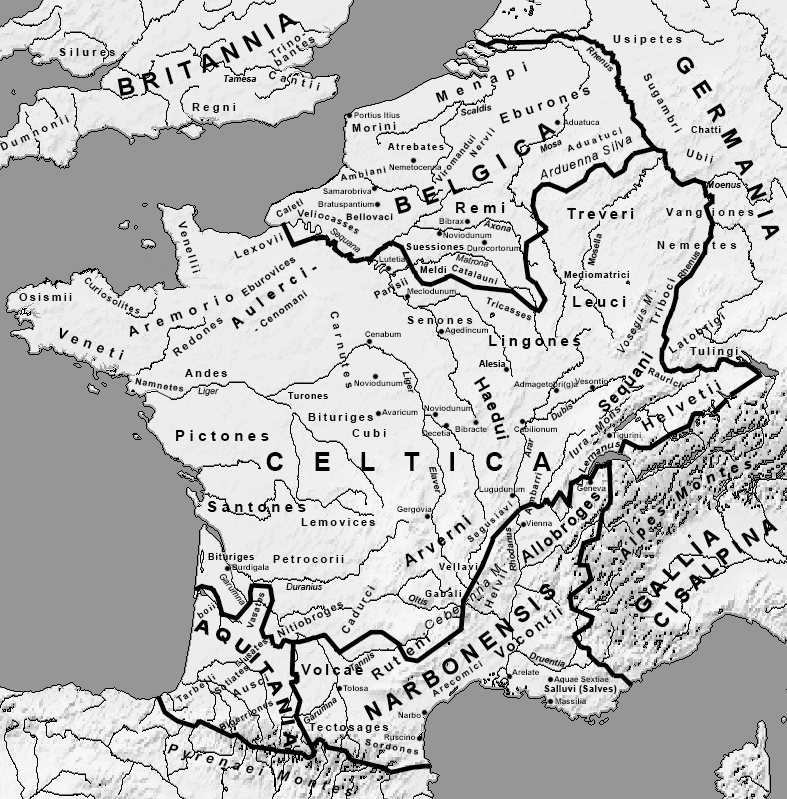
De Helvii bevonden zich aan de noordgrens van Gallia Narbonensis, zuidwestelijk van de Allobroges en zuidoostelijk van de Arverni

De Helvii (ook bekend als Elui, Grieks: Ἑλουοί) waren een relatief kleine Gallische gemeenschap ten westen van de Rhône aan de noordgrens van Gallia Narbonensis. Hun terrirorium kwam grofweg overeen met de Vivarais in het huidige departement Ardèche. 
Alba Helviorum was hun hoofdstad, mogelijk Alba Augusta zoals genoemd door Ptolemaeus, en gewoonlijk geïdentificeerd met het huidige Alba-la-Romaine. In de 5e eeuw is de hoofdstad verplaatst naar Viviers.
Vanaf het midden van de 2e tot de 1e eeuw v.Chr. lag het Helvische territorium op de noordgrens van de Romeinse provincie Gallia Transalpina (later Narbonensis). Aangezien het een grensvolk was, speelden de Helvii een cruciale, zij het beperkte, rol in de Gallische Oorlog onder leiderschap van Gaius Valerius Caburus, die een Romeins burger was sinds 83 v.Chr., en zijn zonen Troucillus en Domnotaurus. Julius Caesar noemt de Helvii een civitas, een gemeenschap met ten minste een aantal kleine centra (oppida), en niet een pagus.

## Geografie

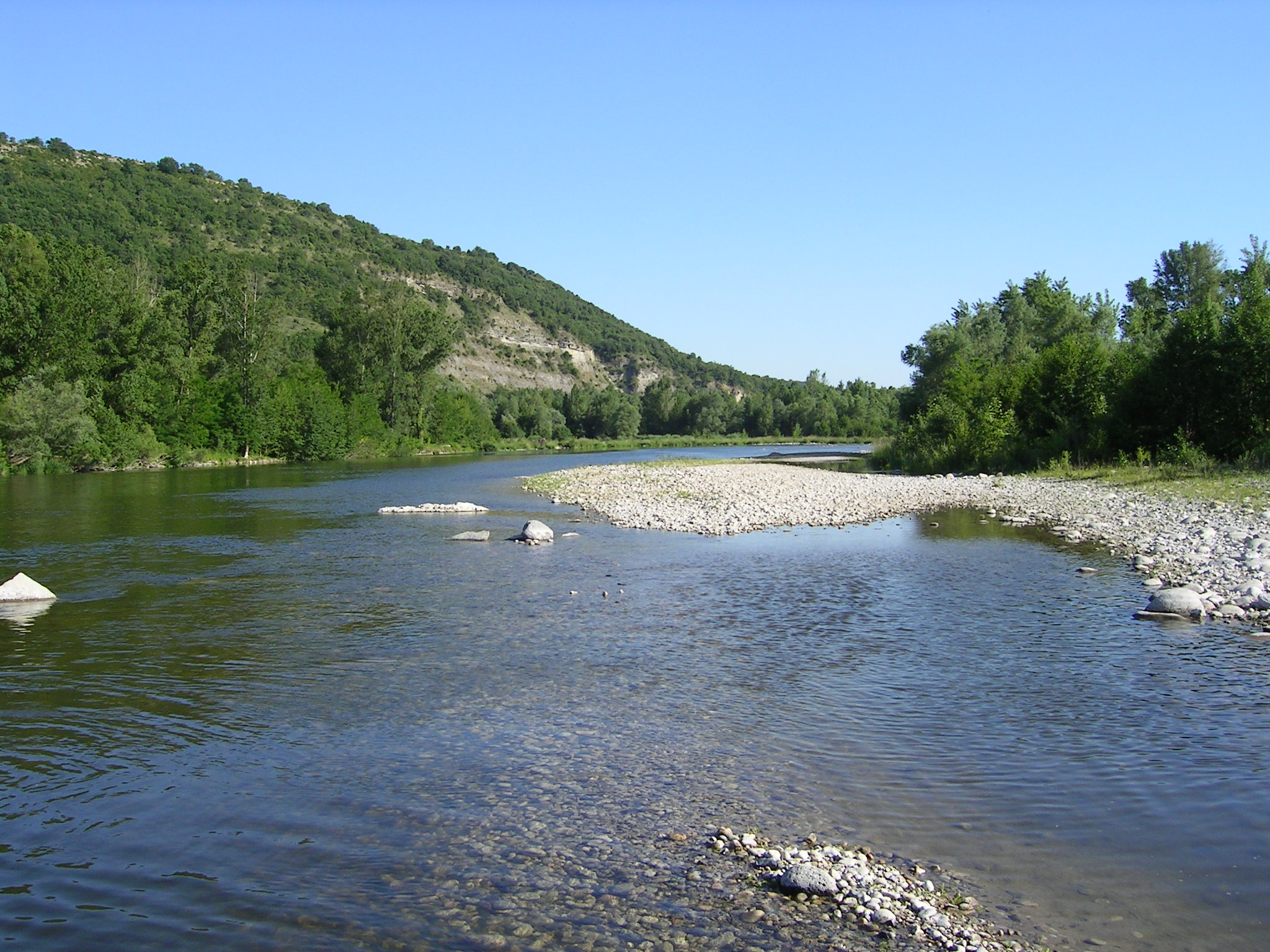
De Ardèche bij Aubenas, in het oude territorium van de Helvii

De bron van de Loire (Latijn: Liger) lag in het gebied van de Helvii, dicht bij hun noordgrens langs de bergtoppen van de Cévennes, waar hun gebied aansloot op dat van de Gabali en de Vellavi; ten oosten bood de Rhône een natuurlijke grens, ondanks enkele indicaties dat hun grondgebied over de rivier uitstrekte.
De bergkam tussen de Ardèche en de Cèze was waarschijnlijk hun zuidgrens, begrensd door het gebied van de Volcae Arecomici, maar het is ook mogelijk dat de Ardèche zelf de grens vormde. In het noordoosten waren hun buren de Segovellauni, gescheiden door een bergkam tussen de Eyrieux rivier en de Ouvèze.

## Romeinse politiek
In de jaren 70 v.Chr., volgend op Sulla's tweede burgeroorlog tussen de optimates van Sulla en de overblijfselen van de populares van Gaius Marius en Lucius Cornelius Cinna, weigerde de Romeinse popularis Quintus Sertorius om Romeins Spanje onder Sulla's dictatorschap over te dragen. Zijn afscheiding lokte de Sertorische Oorlog uit, waarbij de Gallische gemeenschappen in Mediterraan Gallië aan dienstplicht en verplichte afdrachten werden onderworpen om de militaire pogingen van Metellus Pius, Pompeius en andere Romeinse aanvoerders te ondersteunen tegen de rebellen. Sommige Galliërs, inclusief waarschijnlijk de Helvii en Volcae, werden gedwongen om een deel van hun land af te staan aan de Griekse stadstaat Massilia (het huidige Marseille, eeuwenlang een trouwe onafhankelijke bondgenoot van Rome, strategisch geplaatst aan de monding van de Rhône en een solide supporter van Pompeius).
Tijdens Caesars Gallische Oorlogen sloot geen van de Gallische civitates uit de Narbonese provincie zich aan bij de Gallische rebellie van 52 v.Chr., noch deden zij mee met enige vijandigheden tegen Romeinse troepen, zoals die gerapporteerd werden. Integendeel, de Helvische Valerii speelden een sleutelrol in de beveiliging van Caesars achterhoede tegen Vercingetorix, die troepen had gestuurd om het Helvische gebied in te nemen. In zijn geschiedenis van Viverais uit 1861 beweert Abbé Rouchier dat Caesar, met het oog op het strategische nut van de Helvii op de grens van de Romeinse provincie langs de hoofdroutes door Gallië, de Valerii voor zich probeerde te winnen door de strafmaatregelen zoals ingesteld door Pompeius te verzachten. Caesar noemt de verbeurdverklaring van het land in zijn Commentarii de bello civili, terwijl hij de handelingen van zijn trouwe Helvische vrienden tegen Rome in de jaren 70 v.Chr. discreet vermijdt te vermelden.
Tijdens de Romeinse burgeroorlog van de jaren 40 v.Chr. koos Massilia ervoor om hun langjarige relatie met Pompeius te blijven honoreren, zelfs in isolatie, terwijl de Gallische gemeenschappen van de Narbonensis Caesar bleven steunen De Massilianen werden belegerd en verslagen door Caesar met als resultaat het verlies van hun onafhankelijkheid en het land dat zij, volgens Caesar, hadden gestolen van de Helvii.
Tijdens zijn dictatorschap werd Caesar bekritiseerd door zijn politieke rivalen voor wat zij zagen als overmatig genereuze toekenning van burgerschap aan de Galliërs en voor het zelfs toelaten van "broekdragende Galliërs" tot de senaat. Deze nieuwe Gallische senatoren waren waarschijnlijk van Gallia Cisalpina in Noord-Italië, een gebied dat zo grondig geromaniseerd was dat na 42 v.Chr. het niet langer als een provincie aangeduid werd maar werd beheerd door dezelfde vormen van bestuur als de rest van het Italiaanse schiereiland. Ronald Syme wijst er echter op dat het bekend is dat een aantal Narbonensische Galliërs hoogopgeleid waren, tweede generatie Romeinse burgers die uitstekend toegerust waren voor de senatoriale rang. Onder andere de Helviër Gaius Valerius Troucillus wordt genoemd door Syme.